# Cvelferija
Cvelferija (srbsko Цвелферија) je regija na Hrvaškem, ki obsega devet vasi v okolici Županje na severovzhodu države, ob meji z Bosno in Hercegovino ter Srbijo. Vasi Vrbanja, Soljani, Strošinci, Drenovci, Đurići, Račinovci, Gunja, Rajevo Selo in Posavski Podgajci so teritorialno vključene v Vukovarsko-sremsko županijo in geografsko ležijo v pokrajini Srem, medtem ko se mesto Županja in naselja zahodno od Cvelferije nahajajo v Slavoniji.

## Izvor naziva
Naziv Cvelferija izhaja iz vojaškega jezika iz časov turških vpadov. V tem času je območje predstavljalo dvanajsto stotnijo. Po nemški besedi zwölf, ki pomeni dvanajst, je bilo območje poimenovano Cvelferija. Ker so bile te vasi na mejnih območjih s Turki, so tukajšnje prebivalce poimenovali Graničarji.
Cvelferija ima tudi danes mejno vlogo, resda ne tako kot v času Vojne krajine, ker se nahaja na meji z Bosno in Hercegovino na jugu ter Srbijo na vzhodu.
Termin Cvelferija se uporablja tudi še dandanes.

## Prebivalstvo
Štetja prebivalstva v letih 2001 in 2011 so pokazala naslednje število prebivalcev po posameznih vaseh.
| Naselje           | Prebivalcev 2001 | Prebivalcev 2011 |
| ----------------- | ---------------- | ---------------- |
| Vrbanja           | 2.952            | 2.201            |
| Soljani           | 1.554            | 1.241            |
| Strošinci         | 668              | 496              |
| Drenovci          | 3.049            | 1.898            |
| Đurići            | 418              | 290              |
| Račinovci         | 982              | 691              |
| Gunja             | 5.033            | 3.707            |
| Rajevo Selo       | 1.407            | 986              |
| Posavski Podgajci | 1.568            | 1.244            |
| SKUPAJ            | 17.631           | 12.754           |

## Kulturno delovanje
Vsako leto se v eni od vasi Cvelferije priredi kulturna manifestacija pod imenom »Raspjevana Cvelferija« (Pojoča Cvelferija), v kateri sodelujejo kulturno umetniška društva iz Cvelferije in njihovi gosti.